# Selouane
Selouane (en àrab سلوان, Salwān; en amazic Seřwan o ⵙⵍⵡⴰⵏ) és un municipi de la província de Nador, a la regió de L'Oriental, al Marroc. Segons el cens de 2014 tenia una població total de 21.570 persones. Durant el Protectorat espanyol al Marroc es va anomenar Zeluán.
Compta amb una alcassaba del segle xvii en estat de semiruïna protegida per una muralla exterior. En aquest lloc es va refugiar un contingent de l'exèrcit espanyol durant els successos de la guerra del Rif coneguts com a desastre d'Annual. Després de ser envoltats per les tropes rifenyes, es van rendir el 2 d'agost de 1921, produint-se a continuació actes de venjança i assassinats massius que costaren la vida a la major part dels soldats i oficials espanyols allí refugiats, al voltant de 500.